# Marquesat de Novello
El marquesat de Novello fou un estat feudal d'Itàlia sorgit de la divisió dels dominis del marquesos aleràmics Del Carretto, en la seva branca de Finale.
Novello era probablement un assentament d'època romana del qual és difícil seguir la història abans de l'any 1000 poc després que va passar a mans dels marquesos de la casa d'Aleram de Montferrat. A la mort del seu net Bonifaci del Vasto vers 1125. el fill d'aquest, Enric del Vasto, va rebre unes terres conegudes a la història com el marquesat del Carretto (Enric és conegut com a Enric I el Guerxo o Enric I del Carretto tot i que no va emprar mai aquest cognom, i que mai fou un títol), que es va titular marquès de Savona, de Noli, de Finale, de Roccaverano i de Quiliano. En aquest moment Novello va anar a parar al setè fill, Bonifaci (II) del Vasto, bisbe, que fou marquès de Cortemilia, branca que es va extingir amb la mort de Bonifaci el 1142, i el territori va passar almenys en gran part a Enric (convencionalment Enric del Carretto).
Enric fou l'origen de les diverses famílies portant el cognom Del Carretto; va ser ell qui va construir sobre un turó estratègic el castell de Novello. Va morir a Finale el 1184 deixant a més d'una filla que fou marquesa de Ponzone per matrimoni, dos fills que foren bisbes de Savona, i dos fills que van rebre algunes terres: el petit, Otó, va rebre Savona i fou marquès de Dego i Roccaverano fundant la línia de marquesos de Dego que el 1191 va cedir Savona a Gènova i el 1209 la resta de territoris a Asti i va deixar de ser sobirana; i el gran Enric II va ser marquès de Noli (nominal) i de Finale, que va morir el 1231 deixant només un fill mascle viu, Jaume, que fou marquès de Noli (nominal) i de Finale i vicari imperial a Llombardia, i des de 1251 marquès de Novello, Monchiero, Lequio i Saliceto; va morir a Finale el 21 d'octubre de 1268 i el van succeir tres fills: el petit Antoni que fou marquès de Finale (i nominalment de Noli); el segon, Enric, que fou marquès de Novello; i el gran, Conrad, que fou marquès de Saliceto i senyor de Millesimo, Cengio, Rocchetta, Rocca Vignale, Mallare, Altare, Osiglia i Gottasecca, i consenyor de Cosseria, Cairo, Paschiera, Bagnasco, Ferrania, Fornelli i Carcare; el primogenit de la família Carretto portava el títol nominal de marquès de Savona, que Conrad va emprar però sense cap autoritat a la ciutat o comarca. Tots els seus successor en les branques sènior foren marquesos nominals de Savona. Així es van formar les tres branques de marquesos de Finale, Millesino (nom més emprat que Saliceto) i Novello.
L'emperador Carles IV va concedir la investidura imperial als germans Antoni, Albert, Enric, Francisquet i Manfred, fills de Jaume del Carretto (2 de febrer de 1354) reconeixent el domini de Novello, Monchiero, Sinio, Albaretto della Torre, Arguello, Serravalle Langhe, Bossolasco, Gorzegno, Mombarcaro, Lodisio, Castino, Cerreto (juntament amb part de Cosseria), Millesimo i Carcare. El castell fou destruït per l'exèrcit castellà el 1537. Gonin va deixar un gravat que representa les imponents ruïnes que van quedar. Al segle xv es va dividir en els marquesats de Novello i de Gorzegno, la capital del qual era a Gorzegno i incloïa les terres veïnes, i els titulars portaven el nom de marquesos de Gorzegno. El de Novello estava format per Novello, Monforte, Monchiero, Sinio i Castelletto.
El gener de 1666 Maria Giovanna Battista duquessa de Savoia (esposa de Carles Manuel II) s'interessava per la successió del marquesat de Novello on el marquès Aleram del Carretto, mort sense fills, en el seu testament del setembre de 1665 havia disposat que tots els seus béns i feus passessin a Carles Asinari marquès de Clavesana (aleshores governador de Carmagnola) i a la seva descendència. Carles Manuel II pretenia el retorn al fisc savoià del marquesat de Novello (orde de la cambra dels comtes de 6 d'octubre de 1665) però a aquest retorn s'oposaven els marquesos Josep i Carles Francesc del Carretto, consenyors del marquesat, que pretenien la successió per raons agnàtiques. Maria Giovanna Battista va escoltar les súpliques del marquès de Clavesana i va acceptar la disposició (usdefruit) del feu per aquest però sense anul·lar l'orde de devolució ni fossin desconeguts els drets dels altres dos pretendents.
Els marquesos van mantenir el títol i per raons polítiques es van declarar sempre vassalls del Sacre Imperi Romanogarmànic encara fins i tot després de l'any 1726 en què es va incorporar definitivament al Ducat de Savoia. El 1731, Carles Manuel II de Savoia va vendre el castell i les terres annexes, al marquès Agostino Oreglia de Castino i Farigliano. Després d'això, per herència, va passar al marquès Luserna de Rora. Excepte pel fet que durant les campanyes napoleòniques el general Augeraux va tenir una posició d'observació al prat de Pradonio, a l'oest del coll de Novello, que controlava el camí a Cherasco, va seguir la història de Savoia.
- Vegeu: Marquesat de Gorzegno